# Etiopia na Letnich Igrzyskach Olimpijskich 2020
Etiopię na Letnich Igrzyskach Olimpijskich 2020 reprezentowało 36 sportowców (17 mężczyzn i 19 kobiet) w 4 dyscyplinach. Łącznie zdobyli oni 4 medale (w tym 1 złoty), co umożliwiło reprezentacji zajęcie 56. miejsca w końcowej klasyfikacji medalowej igrzysk.
Był to 14. występ Etiopii na letnich igrzyskach oraz 16. ogółem. Chorążym ekipy na ceremonii otwarcia był pływak Abdelmalik Muktar, a na ceremonii zamknięcia - biegacz Selemon Barega - jedyny etiopski złoty medalista igrzysk w Tokio.

## Medaliści
| Medal | Zawodnik         | Dyscyplina    | Konkurencja      | Data            |
| ----- | ---------------- | ------------- | ---------------- | --------------- |
|       | Selemon Barega   | Lekkoatletyka | 10000 m mężczyzn | 30 lipca 2021   |
|       | Lamecha Girma    | Lekkoatletyka | 3000 m mężczyzn  | 2 sierpnia 2021 |
|       | Gudaf Tsegay     | Lekkoatletyka | 5000 m kobiet    | 2 sierpnia 2021 |
|       | Letesenbet Gidey | Lekkoatletyka | 10000 m kobiet   | 7 sierpnia 2021 |

## Wyniki

### Kolarstwo

#### Kolarstwo szosowe

##### Kobiety
| Zawodnik    | Konkurencja                | Czas | Pozycja | Źródło |
| ----------- | -------------------------- | ---- | ------- | ------ |
| Selam Ahama | Wyścig ze startu wspólnego | DNF  | DNF     | [ 4 ]  |

### Lekkoatletyka

#### Konkurencje biegowe

##### Kobiety
| Zawodnik                 | Konkurencja           | Eliminacje | Eliminacje | Półfinał | Półfinał | Finał    | Finał   | Źródło |
| Zawodnik                 | Konkurencja           | Czas       | Pozycja    | Czas     | Pozycja  | Czas     | Pozycja | Źródło |
| ------------------------ | --------------------- | ---------- | ---------- | -------- | -------- | -------- | ------- | ------ |
| Habitam Alemu            | 800 m                 | 2:01.20    | 2. Q       | 1:58.40  | 2. Q     | 1:57.56  | 6.      | [ 5 ]  |
| Gebre Netsanet Desta     | 800 m                 | 2:01.98    | 4.         | NQ       | NQ       | NQ       | NQ      | [ 5 ]  |
| Freweyni Hailu           | 1500 m                | 4:04.12    | 5. Q       | 3:57.54  | 2. Q     | 3:57.60  | 4.      | [ 6 ]  |
| Lemlem Hailu             | 1500 m                | 4:05.49    | 5. Q       | 4:03.76  | 9.       | NQ       | NQ      | [ 6 ]  |
| Diribe Welteji           | 1500 m                | 4:10.25    | 12.        | NQ       | NQ       | NQ       | NQ      | [ 6 ]  |
| Gudaf Tsegay             | 5000 m                | 14:55.74   | 1. Q       | —        | —        | 14:38.87 | brąz    | [ 7 ]  |
| Ejgayehu Taye            | 5000 m                | 14:48.52   | 4. Q       | —        | —        | 14:41.24 | 5.      | [ 7 ]  |
| Senbere Teferi           | 5000 m                | 14:48.31   | 3. Q       | —        | —        | 14:45.11 | 6.      | [ 7 ]  |
| Letesenbet Gidey         | 10000 m               | —          | —          | —        | —        | 30:01.72 | brąz    | [ 8 ]  |
| Tsigie Gebreselama       | 10000 m               | —          | —          | —        | —        | DNF      | DNF     | [ 8 ]  |
| Tsehay Gemechu           | 10000 m               | —          | —          | —        | —        | DSQ      | DSQ     | [ 8 ]  |
| Roza Dereje              | Maraton               | —          | —          | —        | —        | 2:28:38  | 4.      | [ 9 ]  |
| Birhane Dibaba           | Maraton               | —          | —          | —        | —        | DNF      | DNF     | [ 9 ]  |
| Zeineba Yimer            | Maraton               | —          | —          | —        | —        | DNF      | DNF     | [ 9 ]  |
| Mekides Abebe            | 3000 m z przeszkodami | 9:23.95    | 3. Q       | —        | —        | 9:06.16  | 4.      | [ 10 ] |
| Zerfe Wondemagegn        | 3000 m z przeszkodami | 9:20.01    | 4. q       | —        | —        | 9:16.41  | 8.      | [ 10 ] |
| Lomi Muleta              | 3000 m z przeszkodami | 9:45.81    | 10.        | —        | —        | NQ       | NQ      | [ 10 ] |
| Yehualeye Beletew Mitiku | Chód na 20 km         | —          | —          | —        | —        | DNF      | DNF     | [ 11 ] |

##### Mężczyźni
| Zawodnik             | Konkurencja           | Eliminacje | Eliminacje | Półfinał | Półfinał | Finał    | Finał   | Źródło |
| Zawodnik             | Konkurencja           | Czas       | Pozycja    | Czas     | Pozycja  | Czas     | Pozycja | Źródło |
| -------------------- | --------------------- | ---------- | ---------- | -------- | -------- | -------- | ------- | ------ |
| Melese Nberet        | 800 m                 | 1:47.80    | 7.         | NQ       | NQ       | NQ       | NQ      | [ 12 ] |
| Teddese Lemi         | 1500 m                | 3:36.26    | 2. Q       | 3:34.81  | 7.       | NQ       | NQ      | [ 13 ] |
| Samuel Zeleke        | 1500 m                | 3:41.63    | 5. Q       | 3:37.66  | 11.      | NQ       | NQ      | [ 13 ] |
| Samuel Tefera        | 1500 m                | 3:37.78    | 9.         | NQ       | NQ       | NQ       | NQ      | [ 13 ] |
| Milkesa Mengesha     | 5000 m                | 13:31.13   | 6. q       | —        | —        | 13:08.50 | 10.     | [ 14 ] |
| Getnet Wale          | 5000 m                | 13:41.13   | 9.         | —        | —        | NQ       | NQ      | [ 14 ] |
| Nibret Melak         | 5000 m                | 13:45.81   | 14.        | —        | —        | NQ       | NQ      | [ 14 ] |
| Selemon Barega       | 10000 m               | —          | —          | —        | —        | 27:43.22 | złoto   | [ 15 ] |
| Berihu Aregawi       | 10000 m               | —          | —          | —        | —        | 27:46.16 | 4.      | [ 15 ] |
| Yomif Kejelcha       | 10000 m               | —          | —          | —        | —        | 27:52.03 | 8.      | [ 15 ] |
| Lelisa Desisa        | Maraton               | —          | —          | —        | —        | DNF      | DNF     | [ 16 ] |
| Sisay Lemma          | Maraton               | —          | —          | —        | —        | DNF      | DNF     | [ 16 ] |
| Shura Kitata         | Maraton               | —          | —          | —        | —        | DNF      | DNF     | [ 16 ] |
| Lamecha Girma        | 3000 m z przeszkodami | 8:09.83    | 1. Q       | —        | —        | 8:10.38  | srebro  | [ 17 ] |
| Getnet Wale          | 3000 m z przeszkodami | 8:12.55    | 2. Q       | —        | —        | 8:14.97  | 4.      | [ 17 ] |
| Bikila Tadese Takele | 3000 m z przeszkodami | 8:24.69    | 9.         | —        | —        | NQ       | NQ      | [ 17 ] |

### Pływanie

#### Mężczyźni
| Zawodnik          | Konkurencja          | Eliminacje | Eliminacje | Półfinał | Półfinał | Finał | Finał   | Źródło |
| Zawodnik          | Konkurencja          | Czas       | Pozycja    | Czas     | Pozycja  | Czas  | Pozycja | Źródło |
| ----------------- | -------------------- | ---------- | ---------- | -------- | -------- | ----- | ------- | ------ |
| Abdelmalik Muktar | 50 m stylem dowolnym | 26.65      | 62.        | NQ       | NQ       | NQ    | NQ      | [ 18 ] |

### Taekwondo

#### Mężczyźni
| Zawodnik      | Kategoria | 1/8 finału    | 1/8 finału | 1/4 finału              | 1/4 finału | Półfinały  | Półfinały | Repasaż           | Repasaż | O 3. miejsce | O 3. miejsce | Finał      | Finał | Pozycja | Źródło |
| Zawodnik      | Kategoria | Przeciwnik    | Wynik      | Przeciwnik              | Wynik      | Przeciwnik | Wynik     | Przeciwnik        | Wynik   | Przeciwnik   | Wynik        | Przeciwnik | Wynik | Pozycja | Źródło |
| ------------- | --------- | ------------- | ---------- | ----------------------- | ---------- | ---------- | --------- | ----------------- | ------- | ------------ | ------------ | ---------- | ----- | ------- | ------ |
| Solomon Demse | do 58 kg  | Sergio Suzuki | W 22-2     | Mohamed Khalil Jendoubi | P 9-32     | NQ         | NQ        | Michaił Artamonow | P 5-27  | NQ           | NQ           | NQ         | NQ    | 7-8.    | [ 19 ] |